# Rote und Blaue Mauritius
Die Rote und Blaue Mauritius sind die ersten beiden Briefmarken aus der britischen Kronkolonie Mauritius. Sie wurden am 21. September 1847 ausgegeben. Durch diese Marken war Mauritius das siebte Postgebiet, das Briefmarken herausbrachte. Von den je 500 hergestellten Marken gibt es weltweit von der Blauen Mauritius noch 12 und von der Roten Mauritius noch 15 Exemplare. Die Blaue Mauritius ist gleichzeitig ein Inbegriff einer besonderen Briefmarke und die Bekanntheit der Blauen übersteigt jene der Roten Mauritius bei Weitem. Sie sind zwar nicht die teuersten (siehe British Guiana 1¢ magenta) und auch nicht die seltensten Briefmarken, aber der sogenannte „Bordeaux-Brief“ mit beiden dieser Marken zählt zu den wertvollsten philatelistischen Sammlerstücken überhaupt. Ein Exemplar der Blauen Mauritius ist im Museum für Kommunikation Berlin ausgestellt.
In engerer Definition ist nur die erste Briefmarkenserie von Mauritius aus dem Jahre 1847 („POST OFFICE“) damit gemeint, wobei ihr die zweite Serie von 1848 („POST PAID“), mit wesentlich mehr erhaltenen Marken und 12 verschiedenen, in ihrem Design leicht voneinander abweichenden, Varianten pro Wert, ziemlich ähnlich ist. Bei praktisch fast unverändertem Aussehen, ebenfalls aus der Hand von Joseph Osmond Barnard, hatte die zweite Serie die Aufschrift „POST PAID“ (Porto bezahlt) anstatt „POST OFFICE“ (Postamt). Bald nach dem Auffinden von Stücken der ersten Serie gab es Spekulationen, ob sie nicht nur eine Art Fehldruck oder Irrtum wären, und hieraus entstanden Legenden. Mittlerweile ist mit an Gewissheit grenzender Wahrscheinlichkeit erwiesen, dass es sich um keinen Fehler handelte.

## Merkmale
Die Briefmarken aus Mauritius der ersten und zweiten Serie zeigten den Kopf und Hals der britischen Königin Victoria von der Seite im Profil. Der Blick der Regentin ist bei beiden Serien nach links gerichtet und sie trägt ein Diadem. Bei den Marken der ersten Serie sind die Initialen J. B. des Graveurs am rechten unteren Rand am Hals sehr klein zu sehen. Oben auf den Marken steht POSTAGE (deutsch: Porto) und unten ist die Wertstufe mit entweder ONE PENNY oder TWO PENCE angegeben. Rechts sind sie mit dem Wort MAURITIUS bedruckt und links mit den je nach Serie charakterisierenden beiden Wörtern. Die Ein-Penny-Marke ist in einem orangefarbenen Ton bedruckt und die 2-Pence-Marke in einem dunkleren Blauton.
Vorbild für den Entwurf waren die ähnlichen Briefmarken aus Großbritannien mit Königin Victoria von 1841, die es sowohl in roter als auch in blauer Ausführung gab. Diese Marken hatten ihrerseits die One Penny Black zum Vorbild, also die erste Briefmarke der Welt von 1840.

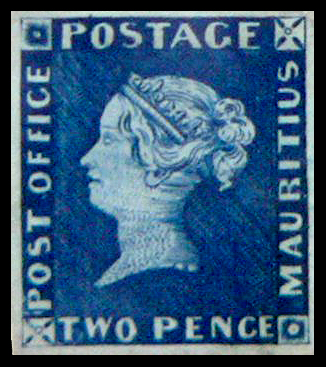
Die Blaue Mauritius
Die (One) Penny Red von 1841 (Vorbild für die Rote Mauritius)
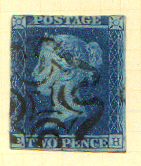
Die Two Pence Blue von 1841 (Vorbild für die Blaue Mauritius)
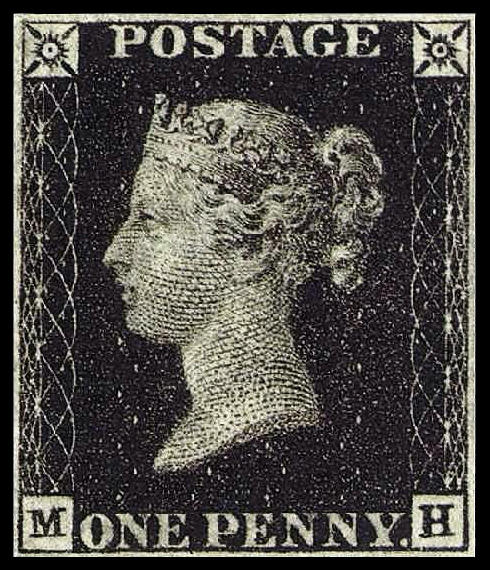
Die (One) Penny Black von 1840 (Vorbild für die beiden Marken von 1841)

## Geschichte

### Vorgeschichte, Auftrag, Druck und Folgeserie
Den ersten offiziellen Postdienst auf Mauritius gab es bereits 1772. Seit 1810 war die Insel eine britische Kolonie, zuvor war sie französisches Gebiet. Davor war die Insel schon einmal niederländische Kolonie, die aber aufgelassen wurde.
Nachdem 1840 in Großbritannien und Irland die allerersten Briefmarken im Umlauf waren, wollte die Verwaltung von Mauritius diesem Beispiel folgen. Gouverneur Sir William Maynard Gomm (1784–1875) war Ende 1842 aus Großbritannien angekommen und hatte 1840 die Reform des britischen Postwesens erlebt. Das Postwesen der Kolonie befand sich bei seinem Amtsantritt in schlechtem Zustand, zu seiner Verbesserung erließ er am 17. Dezember 1846 eine Verordnung (Ordinance No. 13), die am 26. Dezember 1846 im Regierungsblatt (Government Gazette) veröffentlicht wurde. Dadurch ordnete er die Ausgabe zweier Briefmarken an:
- Eine Ein-Penny-Marke für Frankierungen im lokalen und innerörtlichen Postverkehr der Mauritius-Hauptstadt Port Louis in der Farbe Rot.
- Eine Zwei-Pence-Marke für den Postverkehr mit der benachbarten Insel Rodrigues sowie mit Übersee in der Farbe Blau.

Der aus Irland stammende James Stuart Brownrigg war seit 1843 Leiter des Postwesens der Kolonie Mauritius und vergab 1847 den Auftrag für die Herstellung der Marken.
Graviert wurden die Marken von Joseph Osmond Barnard. Am 12. November 1846 erstellte er seinen Kostenvoranschlag, dessen Original sich heute in der philatelischen Sammlung der British Library befindet. Barnard kalkulierte für den Auftrag Kosten von 59 Pfund und 10 Shilling. Als Entlohnung erhielt er später nur 53 Pfund und 80 Shilling für die ersten 700 Druckstücke. Er gravierte beide Werte zusammen auf einer Kupferplatte für Visitenkarten und konnte damit nur eine Marke jedes Wertes pro Arbeitsgang drucken. Die Druckplatte war 8,2 cm mal 6,1 cm groß (3 11⁄48 Zoll mal 2 19⁄48 Zoll), hierauf waren beide Marken eingraviert. Oben links auf der Platte gravierte Barnard die 1-Penny-Marke und oben rechts die 2-Pence-Marke. Die Druckplatte hatte ein Gewicht von umgerechnet 45,9 Gramm (1 oz 9 1⁄2 dwt).
Insgesamt wurden je 500 rote (1 Penny) und blaue (2 Pence) Briefmarken hergestellt, davon jeweils 350 Stück bis zum 20. September 1847. Am 21. September verschickte Lady Gomm, die Ehefrau des Gouverneurs, ihre Einladungsbriefe, die sogenannten „Ball Covers“, für den Kostümball vom 30. September. Am 22. September war der Verkaufsstart für die Öffentlichkeit.

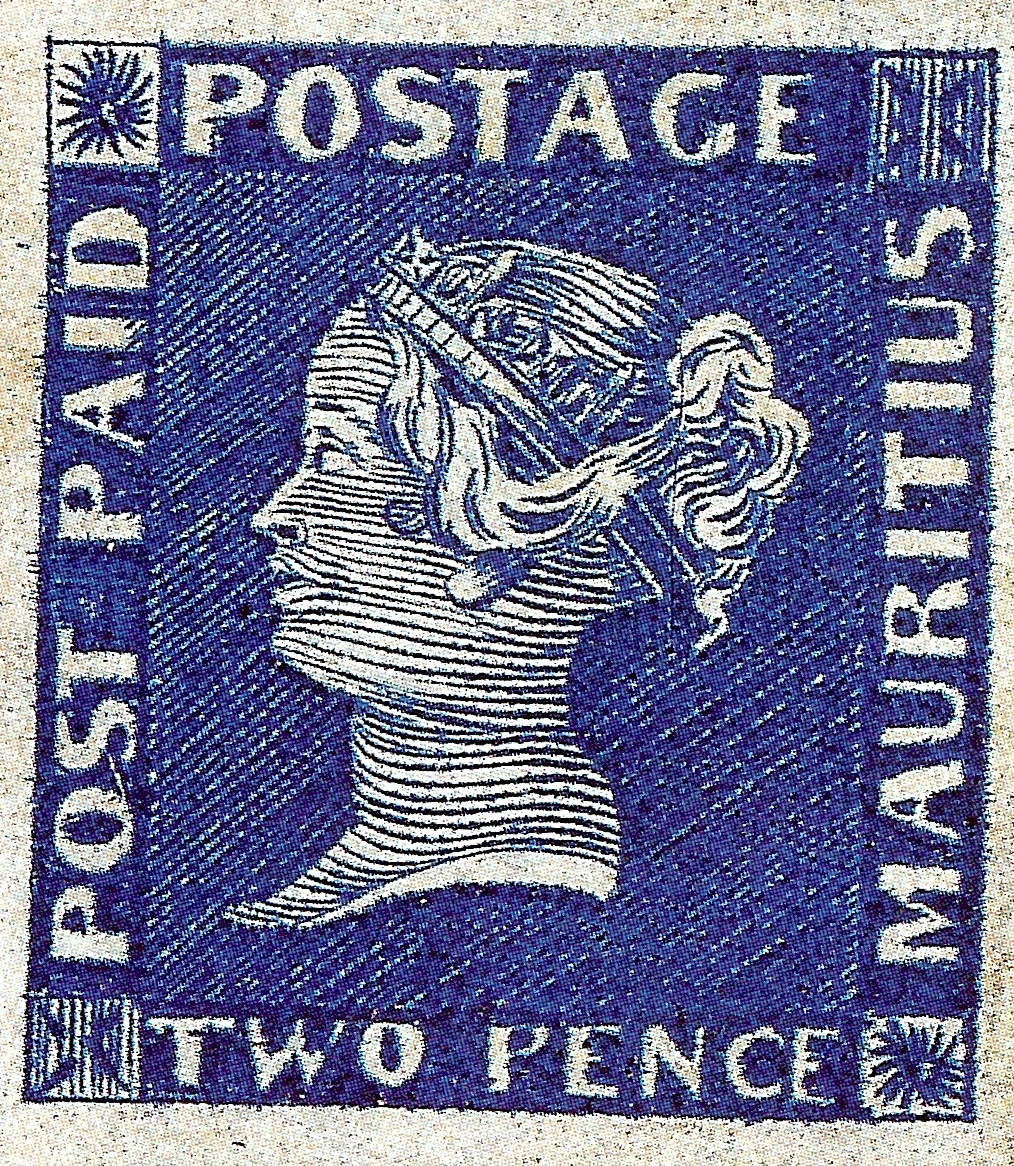
Marke der zweiten Serie

Schon ein Jahr später bestand Bedarf für weitere Briefmarken. Die zweite Serie der Mauritius-Marken wies bei sonst nahezu unverändertem Motiv nunmehr die Worte „POST PAID“ statt „POST OFFICE“ auf der linken Seite auf. Von dieser Serie gab es ebenfalls Ein-Penny- und Zwei-Pence-Marken, in nahezu identischer Farbgebung wie bei der Erstserie. Innerhalb des zweiten Satzes gibt es verschiedene leichte Farbvarianten und außerdem Papiertonvarianten. Die Katalogpreise reichen von 3.500 Euro bis zu 70.000 Euro für einen selteneren Plattenfehler. Die Druckplatten hierfür stellte ebenfalls Barnard her; sie hatten zwölf einzeln gestochene Exemplare auf jeweils einer Platte für einen Wert, in je vier Reihen und drei Spalten. Gegen Druckende waren die Platten, die aus weichem Kupfer bestanden, stark abgenutzt.

### Weiterer Verlauf
Als man die ersten Post-Office-Marken vorfand, wurde aufgrund der Seltenheit spekuliert, ob die Marken vielleicht nur Fehldrucke seien, weil im Gegensatz zur zweiten Serie nicht POST PAID, sondern POST OFFICE aufgedruckt ist. Lange Zeit hielt sich die Legende, es wäre ein Fehler des Graveurs gewesen, der nicht mehr korrigiert werden konnte, weil Lady Gomm die Briefmarken dringend für ihre Einladungen zum Kostümball brauchte. Des Weiteren soll Barnard sich noch einmal den richtigen Text haben sagen lassen, weil er vergesslich und schwerhörig gewesen sein soll. Dem Mythos nach ging er also ein weiteres Mal zum Postamt, wo ihn dessen „POST OFFICE“-Schild dazu verleitete, den falschen Text zu gravieren. Ebenfalls gibt es Gerüchte, wonach Barnard halbblind gewesen sein soll und er deswegen einen falschen Text gravierte. Im Nachhinein erwies sich praktisch alles davon als nicht nachweisbare „Legenden“.
Nach einem aufgefundenen Brief Stuart Brownriggs sollte die erste Serie mit hoher Wahrscheinlichkeit tatsächlich den Schriftzug „Post Office“ tragen. Jedenfalls gab es auf Mauritius seit den 1826 eingeführten Stempeln einige mit den Worten „Mauritius Post Office“. Außerdem ist die Anzahl der Buchstaben bei der Post-Paid-Serie ausgeglichener. Die Post-Office-Serie hat die folgenden Anzahlen von Buchstaben, inklusive Leerzeichen, oben beginnend und dann im Uhrzeigersinn: 7, 9, 9, 11, wohingegen die zweite Serie 7, 9, 9, 9 Stellen aufweist.
Erstmals erstellte 1898 Jean-Baptiste Moens eine Biografie aller damals bekannten 19 Mauritius-Post-Office-Marken. Die von ihm eingeführte römische Nummerierung (Moens Nr. I–XIX) wurde auf später entdeckte Exemplare ausgedehnt und gilt bis heute. Weitere Auflistungen der Marken erstellten in der Folgezeit Hugo Krötzsch, G. Brunel und C. J. Phillips bis 1939 mit jeweils einigen Abweichungen. Eine gründliche Arbeit hierzu erstellten L. Norman Williams (1905–1976) und Maurice Williams (1914–1999) in ihrem Buch Stamps of Fame, das 1949 erschien. Die Brüder führten die Aufzeichnungen bis 1997 fort und sie erschienen in aktualisierter Form in dem Werk Encyclopaedia of Rare and Famous Stamps.
Im Sommer 1912 tauchte die Druckplatte der ersten Serie wieder auf, als sie der Briefmarkenhändler Nevile Lacy Stocken in London von einem angeblichen Enkel von Gouverneur Gomm mit dem Namen Dominic Henry Colnaghi erwarb. Gouverneur Gomm war zwar zweimal verheiratet, er hatte aber keine Nachkommen. Von der Originalplatte wurden Neudrucke in umgekehrten Farben (1 Penny blau und 2 Pence rot) sowie gemeinsame Abzüge beider Werte in schwarzer Farbe hergestellt. Man nannte sie umgangssprachlich „Paris Reprints“. Um etwa 1930 verkaufte Stocken die Druckplatte an Maurice Burrus. Zuletzt war sie 1935 bei der in Londoner Ausstellung „Royal Jubilee Exhibition of British Empire Stamps of the Victorian Era“ zu sehen und galt dann als verschollen. Doch dann fand ein Familienangehöriger von Burrus einen mit „Plaque Oncle Maurice“ beschrifteten Umschlag und übergab ihn David Feldman zur Prüfung und Expertise. Dieser präsentierte dann die verloren geglaubte Platte auf der „London 2015“, und zum Jahresende 2016 wurde sie durch sein Auktionshaus für den vergleichsweise geringen Betrag von 1.320.000 EUR (inklusive Aufgeld) verkauft.

## Exemplare, Besitzer und Auktionen

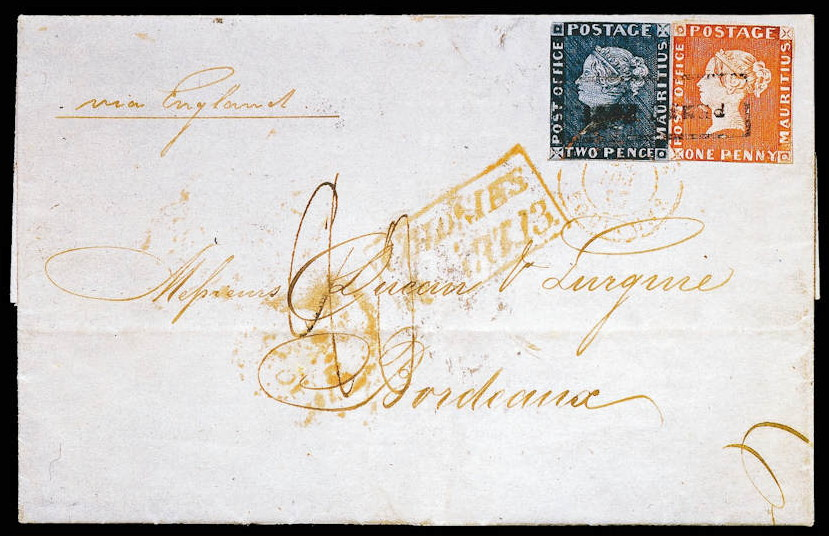
„Bordeaux-Brief“ mit beiden Mauritius-Marken, (Moens-Nr. XXI und XXII)

Zwischen 1864 und 1869 entdeckte Madame Jeanne Borchard insgesamt 13 Marken, die sie mit Sammlern tauschte oder an die Händlerin Marie Desbois aus Bordeaux verkaufte.
Der japanische Industrielle Kanai Hiroyuki verfügte in den 1980er Jahren über die bislang umfangreichste Mauritius-Sammlung. Er nannte insgesamt sechs Stück dieser Raritäten sein Eigen, darunter das unter Philatelisten teuerste Ganzstück, den „Bordeaux-Brief“, frankiert mit einer Roten und einer Blauen Mauritius. Sogar sieben Exemplare – davon bis zu sechs Exemplare gleichzeitig – besaß einst Philipp von Ferrary. In der Sammlung von Maurice Burrus und der Dale-Lichtenstein-Sammlung befanden sich jeweils fünf Briefmarken davon.
| Anzahl Stücke | Name des Besitzers  | Moens-Nummern                   |
| ------------- | ------------------- | ------------------------------- |
| 7 1           | Philipp von Ferrary | I + II, IV, VIII, IX, XIII, XIV |
| 6             | Kanai Hiroyuki      | III, V, X, XX, XXI + XXII       |
| 5             | Maurice Burrus      | I + II, XIII, XXI + XXII        |
| 5 2           | Dale-Lichtenstein   | V, XVIII + XIX, XXI + XXII      |
| 4             | René Berlingin      | VI, XX, XXVI, XXVII             |
| 4             | Henry J. Duveen     | III, VI, X, XX                  |
| 4             | Arthur Hind         | III, X, XXI + XXII              |

| Moens-Nr.   | Farbe    | Sonstiges                                                                 |
| ----------- | -------- | ------------------------------------------------------------------------- |
| I + II      | blau/rot | Die beiden befanden sich ursprünglich gemeinsam auf einem Brief.          |
| III         | blau     | ungebraucht                                                               |
| IV          | rot      | gebraucht                                                                 |
| V           | blau     | auf Briefausschnitt                                                       |
| VI          | blau     | ungebraucht                                                               |
| VII         | rot      | gebraucht                                                                 |
| VIII        | rot      | ungebraucht                                                               |
| IX          | blau     | gebraucht                                                                 |
| X           | rot      | ungebraucht                                                               |
| XI          | rot      | gebraucht                                                                 |
| XII         | blau     | gebraucht                                                                 |
| XIII        | blau     | gebraucht                                                                 |
| XIV         | blau     | ungebraucht                                                               |
| XV          | rot      | Ein sogenanntes Ball Cover, mit Empfänger „Monsieur Alcide Marquay“.      |
| XVI         | rot      | gebraucht                                                                 |
| XVII        | rot      | Ein Ball Cover, mit Empfänger „Ed. Duvivier Esq.“.                        |
| XVIII + XIX | rot/rot  | Der Bombay-Brief.                                                         |
| XX          | rot      | Ein Ball Cover, mit Empfänger „H. Adam Esq. Junr.“.                       |
| XXI + XXII  | blau/rot | Der Bordeaux-Brief.                                                       |
| XXIII       | blau     | Der zweite Brief nach Bordeaux, mit Empfänger „Messieurs Ducan & Lurguy“. |
| XXIV        | blau     | ungebraucht                                                               |
| XXV         | blau     | gebraucht                                                                 |
| XXVI        | rot      | gebraucht                                                                 |
| XXVII       | rot      | gilt teilweise als ungebraucht                                            |

### Ausgewählte Exemplare
Der sogenannte „Bombay-Brief“ mit zwei Roten Mauritius (Moens-Nr. XVIII und XIX) kam 1897 zufällig auf einem indischen Basar zum Vorschein. Der Sammler Charles Howard war der Entdecker des wertvollen Sammelstücks. Der Brief war an Thos. Jerrom Esqr. in Bombay adressiert.
George H. Worthington kaufte diesen Brief 1906, und 1917 erwarb ihn der US-amerikanische Briefmarkensammler Alfred F. Lichtenstein (1876–1947). Dessen Tochter, Louise Boyd Dale (1913–1967), führte die große Sammlung ihres Vaters fort. Bei einer Auktion dieser Sammlung 1968 kamen schließlich auch der Bombay-Brief und ein Briefausschnitt mit einem blauen Exemplar (Moens-Nr. V) zur Versteigerung. 1989 versuchte ein Auktionshaus, den Brief für einen Schätzpreis von drei bis vier Millionen Schweizer Franken zu versteigern; ein Verkauf kam jedoch dabei nicht zustande. Den letzten Besitzerwechsel gab es 2007; seitdem gehört der Brief einem russischen Sammler.
Drei Briefe mit je einer Roten Mauritius, versandt von Lady Gomm, werden die „Ball Covers“ genannt. Einer Legende nach veranlasste Lady Gomm (1807–1877), Ehefrau des Gouverneurs von Mauritius, die Herstellung der Mauritius-Marken wegen einer Einladung zu einem Kostümball, der am 30. September 1847 stattfand. Es gibt allerdings Philatelisten, die behaupten, die drei Umschläge seien von unterschiedlicher Größe und nicht für die Einladung zum Kostümball von Lady Gomm verwendet worden.
Ein „Ball Cover“ besaß Königin Elisabeth II. (Moens-Nr. XVII). Der Empfänger dieses Briefes war Ed. Duvivier Esq., und der Brief kam bei Aufräumarbeiten seiner Frau zum Vorschein.
Ein anderes Exemplar (Nr. XV) befindet sich in der Philatelic Collection (philatelistischen Sammlung) der British Library in London.
Empfänger hiervon war Aleide Marquay, und die Stempelung war ein Doppelkreisstempel vom 21. September 1847, dem Ausgabedatum der Marke. Dieses Stück ist seit 1876 nachgewiesen und seit 1891 im Besitz des Museums in Großbritannien. Das dritte „Ball Cover“ (Nr. XX) ist ebenfalls in Privatbesitz.
Théophile Lemaire machte 1897 dem Reichspostmuseum in Berlin ein Kaufangebot über 2000 Britische Pfund für zwei Exemplare mit den Moens-Nummern VI (blau) und VII (rot), das aber abgelehnt wurde. Lemaire hatte die Marken aus der Sammlung von Jacques Legrand erworben. Bei dieser Gelegenheit fertigte das Museum Kopien der Marken an.
1901 erwarb das Reichspostmuseum zunächst das ihm bereits 1897 angebotene rote Exemplar (Nr. VII) durch ein Tauschgeschäft mit dem Briefmarkenhändler Philipp Kosack. Ein paar Jahre später überbot bei einer Auktion in London 1904 der Agent des späteren englischen Königs Georg V. das Reichspostmuseum für die Blaue Mauritius mit der Moens-Nr. XXIV. Noch im selben Jahr erwarb das Reichspostmuseum, ebenfalls durch ein Tauschgeschäft mit Philipp Kosack, einen Brief mit einer gebrauchten Blauen Mauritius (Moens-Nr. XXIII). Seine beiden Sammelstücke stellte das Museum zusammen mit sechs weiteren seltenen Marken aus Britisch-Guayana und Hawaii im so genannten „Mauritius-Tableau“ an der Kopfseite des Briefmarkensaals in einem eigenen Wandtresor hinter Panzerglas aus.
Im August 1943 brachte man das Tableau zum Schutz vor Bombenangriffen des Zweiten Weltkriegs in einen Tresor der Reichsbank in Berlin, und 1945 verschwand es aus einer Sicherungsanlage, die sich in einem Bergwerk der Mansfeld AG in Eisleben befand. Es kam erst wieder 1976 in Philadelphia zum Vorschein und wurde daraufhin von der US-Regierung beschlagnahmt. Beide deutsche Staaten erhoben Anspruch auf die Briefmarken. Kurz nach der deutschen Wiedervereinigung gaben die USA die Marken frei, indem sie sie am 18. Oktober 1990 der deutschen Botschaft in Washington übergaben. Vom 8. bis 27. Januar 1991 waren sie im Postmuseum in Frankfurt/Main ausgestellt. Seit 1996 wird das „Mauritius-Tableau“ in der Museumsstiftung Post und Telekommunikation aufbewahrt und ist seit 2000 wieder im Museum für Kommunikation in Berlin – dem ehemaligen Reichspostmuseum – ausgestellt.

### Ungebrauchte Exemplare
Die Besitzer der vier ungebrauchten Blaue-Mauritius-Marken sind die folgenden:
- Eine Marke befand sich im Privatbesitz von Queen Elisabeth II. (Moens Nr. XXIV).
- Eine Marke befand sich im Museum Beeld & Geluid in Den Haag, das 2024 geschlossen wurde (Moens Nr. VI).
- Eine Marke befindet sich in der British Library in London (Moens Nr. XIV).
- Die vierte Marke (Moens Nr. III) befindet sich zusammen mit einer ungestempelten Roten Mauritius (Moens Nr. X) seit 1994 im Blue Penny Museum in Port Louis, der Hauptstadt von Mauritius. Neben den Original-Marken werden dort auch zwei Kopien der Roten und Blauen Mauritius ausgestellt. Um die Qualität der Originale zu erhalten, werden für den überwiegenden Teil der Öffnungszeiten nur die Kopien angeleuchtet. Die über 55 Minuten pro voller Stunde im Blue Penny Museum gezeigten Kopien sind die 1912 erstellten Neudrucke von der Originalplatte in vertauschten Farben (1 Penny blau und 2 Pence rot).

Die Besitzer der zwei ungebrauchten Rote-Mauritius-Marken sind die folgenden:
- Eine Marke ist seit 1995 im Privatbesitz eines Westeuropäers (Moens Nr. VIII).
- Eine Marke ist im Besitz des Blue Penny Museums in Mauritius (Moens Nr. X).

### Auktionsergebnisse
Ungebrauchte Stücke sind seltener, zudem oft besser erhalten beziehungsweise in schönerem Zustand als gebrauchte und deshalb meist deutlich teurer als gebrauchte Exemplare. Das relativ schlecht erhaltene rote Exemplar (Moens Nr. XXVII, Limbo) aus der ersten Serie wurde am 8. Mai 2009 bei einer Auktion in Essen für 210.000 Euro versteigert. Am 28. Juni 2011 erzielte ein gebrauchtes, gut erhaltenes, schönes blaues Stück (Moens Nr. XIII) beim Auktionshaus Spink in London einen Preis von 900.000 britischen Pfund (umgerechnet etwa 1.060.000 Euro, Stand 2013).
Den damals höchsten Preis für ein philatelistisches Stück überhaupt erzielte 1993 der Bordeaux-Brief mit 6,125 Millionen Schweizer Franken (umgerechnet etwa 5,1 Millionen Euro, Stand 2012), erst übertroffen am 17. Juni 2014 von der British Guiana 1¢ magenta.
Am 25. Juni 2021 wurde bei einer Auktion in Bietigheim-Bissingen bei Ludwigsburg durch Christoph Gärtner ein Briefumschlag mit einer Roten Mauritius („Ball Cover“, Nr. XX) von einem deutschsprachigen Bieter aus Europa für 8,1 Millionen Euro zuzüglich Aufgeld ersteigert. Der Gesamtpreis von 10.629.921,26 Euro ist der höchste Preis der je für ein einzelnes philatelistisches Einzelobjekt bezahlt wurde.

## Rezeption

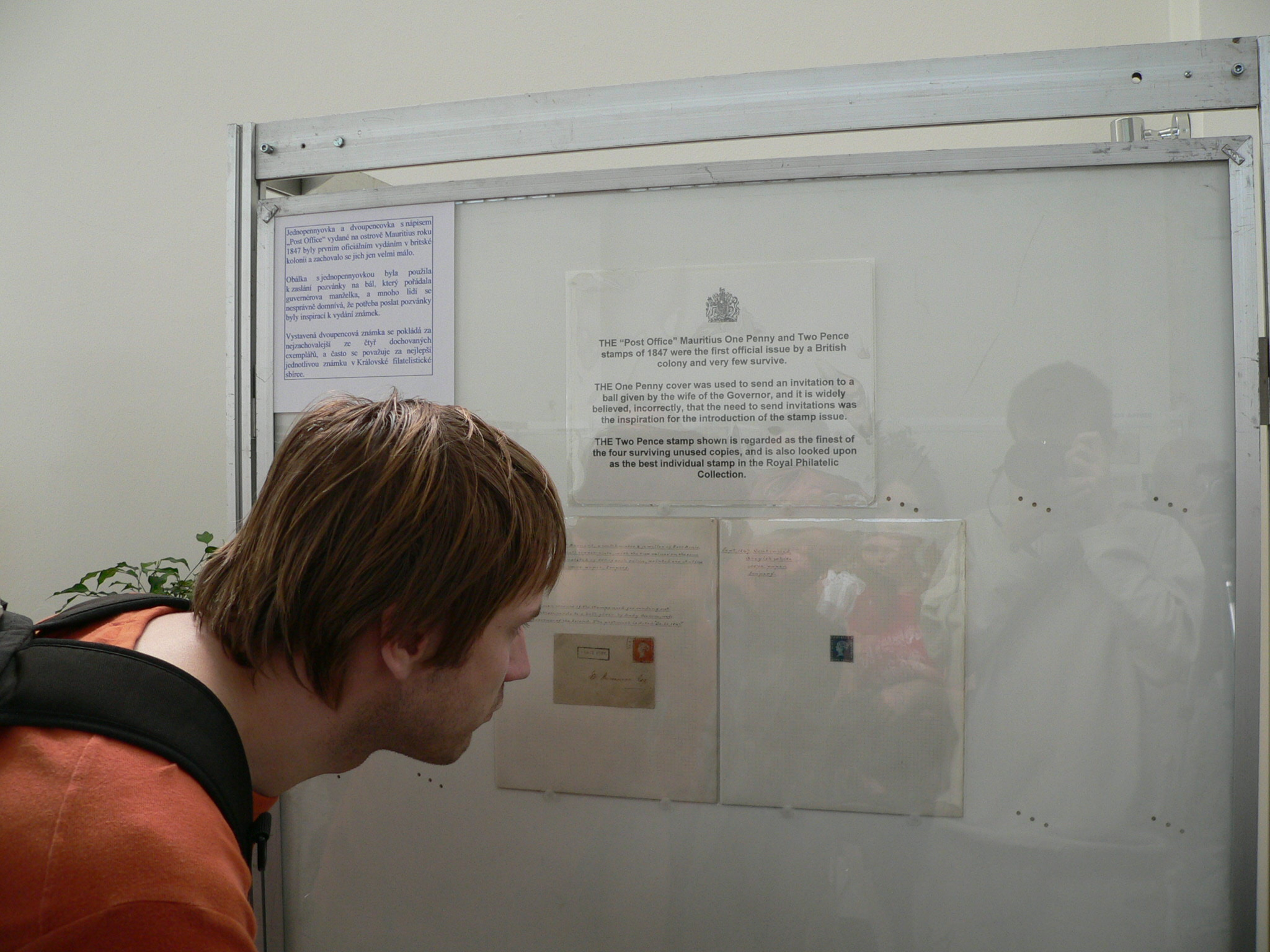
Exemplare dieser Marken von der englischen königlichen Familie bei einer Ausstellung 2005

### Kataloge und Fachliteratur

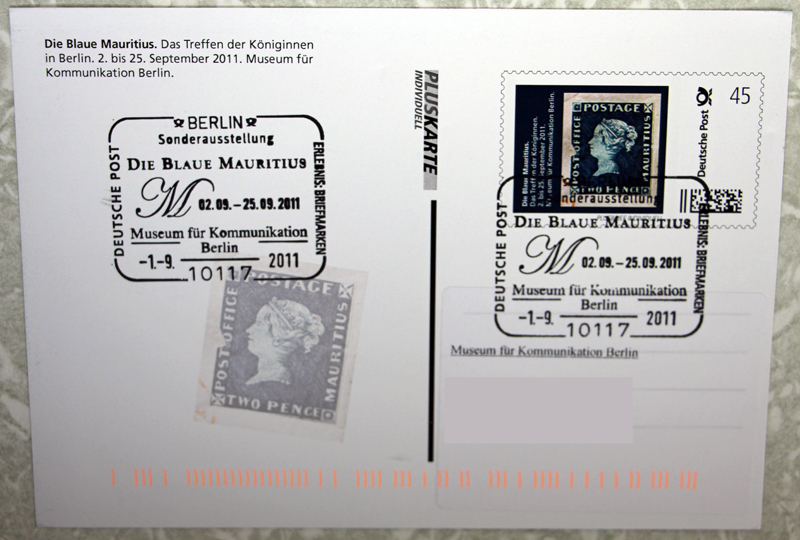
Postkarte-Individuell der Deutschen Post anlässlich der Ausstellung „Das Treffen der Königinnen“ im September 2011

In den allerersten Briefmarkenkatalogen aus den 1860er Jahren waren die Marken noch nicht verzeichnet. Als die Marken zum ersten Mal in Katalogen erschienen, war das Erscheinungsjahr falsch angegeben. Früheste Erwähnungen der ersten Serie stammten vom März 1865 in Le Collectionneur de Timbres-Poste, Vol. 2, Seite 50–55. In dem Artikel waren unter anderem Erscheinungsdaten der Marken falsch angegeben, und man ging schließlich davon aus, dass es sich bei den Post-Office-Marken um Varianten mit Druckfehler handelt. Sammler im deutschsprachigen Raum betrachteten die erste Serie bis in die 1880er, wenn überhaupt, nur als Essays. Große Aufmerksamkeit erlangten diese Marken erst später.
Vor allem im englischsprachigen Raum gibt es eine ganze Reihe von Büchern und Webseiten, die sich mit den ersten Marken und der Postgeschichte von Mauritius befassen. Jedes Mal, wenn eine dieser Briefmarken den Besitzer wechselt, berichten die Medien darüber, manchmal sogar bei Stücken der Zweitserie. In philatelistischen Fachzeitschriften sind sie bis heute ein häufiges Thema, vielfach schon auf den Titelseiten.

### Ausstellungen
Schon öfter waren einzelne Marken die Hauptattraktion von Ausstellungen. Im September 2011 gab es das einmalige „Treffen der Königinnen“ im Museum für Kommunikation Berlin, bei der 18 Mauritius-Exemplare gleichzeitig zu sehen waren.

### Andere Briefmarken
Erstmals zum 100-jährigen Jubiläum der Marken waren weitere Briefmarken aus Mauritius mit Abbildungen dieser beiden Werte erschienen (Michel-Nr. 217–220). Inzwischen gibt es solche aus verschiedenen Postgebieten, wie aus einigen afrikanischen Staaten, arabischen Scheichtümern, Nicaragua, Italien oder den Niederlanden.

### Öffentliche Wahrnehmung
Bis heute gibt es kein anderes Postwertzeichen, dessen Popularität nur annähernd die der Blauen Mauritius erreicht hat. "Blaue Mauritius" erhielt als Synonym für ein sehr seltenes, wertvolles Sammelobjekt Einzug in den allgemeinen Sprachgebrauch. Zumindest in Briefmarkensammlerkreisen denken viele, wenn sie das Wort „Mauritius“ hören, nicht als Erstes an die namensgebende Insel, sondern an die Briefmarken. Es ist vorwiegend Philatelisten bekannt, dass es neben der Blauen auch die beinahe ebenso wertvolle Rote Mauritius gibt. De facto gibt es auch noch seltenere und teurere Briefmarken; dieser Umstand ist jedoch nicht im kollektiven Gedächtnis verankert.
Auch in Gedichten, Filmen und Romanen fand die Bedeutung der Mauritius Rezeption. Ein Beispiel ist die Krimikomödie Der Mann, der Sherlock Holmes war (1937), in der es um blaue und rote Mauritius-Marken geht. Bekannt ist auch das Gedicht Die Mauritius von Heinz Erhardt.

### Allgemeines
- 170 Jahre Blaue Mauritius: Ein Kulturgut hat Geburtstag. Beilage für Briefmarken Spiegel und Deutsche Briefmarken-Zeitung, Ausgabe 1/2017
- Hiroyuki Kanai: Classic Mauritius. The Locally Printed Postage Stamps 1847–59. Stanley Gibbons, London 1981, ISBN 0-85259-251-5.
- Helen Morgan: Blue Mauritius – The Hunt for the world’s most valuable stamps. Atlantic Books, London 2009, ISBN 978-1-84354-436-4.
- Christian le Comte: The stamps of Mauritius. le Comte Publisher, Port Louis 2006, ISBN 0-9550285-3-1, S. 30–39.
- Peter Ibbotson: Mauritius Postal History and Stamps, The Royal Philatelic Society London, 1991, ISBN 0-900631-24-4.
- Alfred S. De Pitray: „Post Office Mauritius“ and Its Legend: A Philatelic Study. Editions de l’Ocean Indien, 1992, ISBN 99903-0-071-2.
- Michael Harrison: Post office Mauritius, 1847. Stamp Collecting, 1947.
- 150 Jahre Faszination Mauritius – Das Kronjuwel der Philatelie. Borek, Braunschweig 1998.
- Lieselotte Kugler, Andreas Hahn (Hrsg.): Die Blaue Mauritius. Das Treffen der Königinnen in Berlin. Eine Publikation der Museumsstiftung Post und Telekommunikation. Ausstellungskatalog in deutscher und englischer Sprache, 2011, ISBN 978-3-9813202-1-3.
- L. N. Williams: Encyclopaedia of Rare and Famous Stamps. Band 1: The Stories. Feldman, Genf 1993, ISBN 0-89192-435-3, S. 173–202.
- Jan Billion: Deutsche Briefmarken-Revue. Ausgabe Nr. 9/1997 S. 53–58.
- Theodor Haas: Die Mauritius Post-Office zu 1 und 2 P. In: Illustriertes Briefmarken-Journal. Ausgabe Nr. 16/1898, S. 242 f.

### Druckplatte
- Mauritius Post Office: Eine Druckplatte, die inspiriert...! In: philatelie Nr. 455, Mai 2015, S. 17–22
- Die Druckplatte der POST OFFICE-Marken: Neue Erkenntnisse. In: philatelie Nr. 458, August 2015, S. 17–19
- David R. Beech: Mauritius Rediscovered: The "Post Office" Printing Plate. (Titelgeschichte) In: American Philatelist Mai 2015, S. 436–443

### Biografien der Marken
- Jan Billion: Mythos Mauritius. Die Lebensläufe aller bekannten ‚Roten‘ und ‚Blauen‘. In: Deutsche Briefmarken-Revue. Oktober 1997; nochmal in aktualisierter Neuausgabe in Deutsche Briefmarken-Revue. August 2011, S. 37–46 erschienen.
- Jan Billion, David Feldman, Andreas Hahn: Die Biografien aller Mauritius Post-Office-Briefmarken. In: Lieselotte Kugler, Andreas Hahn (Hrsg.): Die Blaue Mauritius. Das Treffen der Königinnen in Berlin. Eine Publikation der Museumsstiftung Post und Telekommunikation. Ausstellungskatalog in deutscher und englischer Sprache, 2011, ISBN 978-3-9813202-1-3, S. 194–233.
- Biographies of the Stamps. In: Helen Morgan: Blue Mauritius – The Hunt for the world’s most valuable stamps. Atlantic Books, London 2009, ISBN 978-1-84354-436-4, S. 229–254.
- L. N. Williams: Encyclopaedia of Rare and Famous Stamps. Band 2: The Biographies. Feldman, Genf 1997, ISBN 2-9700125-1-0, S. 135–155.
- Die Blaue Mauritius und ihre Besitzer. In: Die Blaue Mauritius. 100 Jahre Wiesbadener Briefmarken Sammler-Verein 1885 e. V. (Festschrift bzw. Ausstellungskatalog von 1985), S. 14–24.
- L. N. und M. Williams: Stamps of Fame. 1. Auflage, Blandford Press Ltd. 1949, S. 33–44.
- C. J. Phillips: Collectors Club Philatelist. 1939, S. 263–273.
- Georges Brunel: Le Timbre-Poste (Paris). Vol. 5, 1916, S. 1213–1216.
- Hugo Krötzsch: Deutsche Briefmarken-Zeitung, Februar 1904, S. 21–25.
- E. D. Bacon: The Postage Stamps… of the British Colonies… in Africa Part 2. S. 152–159.
- Jean-Baptiste Moens: Le Timbre-Poste. Vol. 37, Juni 1899, S. 87–93.